# Брюзли
Брюзли (тат. Бөреҗле) — село в Бардымском районе, на юге Пермского края. Административный центр Брюзлинского сельского поселения.

## География
Находится на реке Брюзля, севернее города Чернушка 55 км, южнее города Оса 60 км и западнее села Барда 17 км. Рядом с селом проходит автодорога Чернушка — Оса.

## Население
| 2005 | 2010 |
| ---- | ---- |
| 433  | ↘374 |

По результатам переписи 2010 года численность населения составила 374 человека, в том числе 174 мужчины и 200 женщин, из них татар 47 %, башкир — 46 %, при этом 95 % населения родным языком указали татарский.
В 1926 году в селе проживало 407 башкир.

## Социальные объекты
Имеется дом культуры, неполно-средняя школа, в котором также учатся дети из соседних деревень: Батырбай и Сюзянь.

## Экономика
Основное рабочее население работает в рядом находящемся нефтегазодобывающем предприятии и в линейно-производственном управлении магистральных газопроводов. Много молодых жителей села уехали в поисках лучшей жизни в разные города.